# Campeonato de Primera B 2021 (Argentina)
El Campeonato de Primera B 2021 fue la nonagésima edición del torneo, tercera categoría del fútbol argentino en el orden de los clubes directamente afiliados a la AFA.
Los nuevos participantes fueron Cañuelas, campeón de la Primera C 2020, que hizo su primera participación en el torneo, y Deportivo Merlo, ganador del segundo ascenso, que recuperó la categoría después de seis años.
Clasificó seis equipos a la Copa Argentina 2022 y otorgó dos ascensos, uno para el campeón, el Club Social y Deportivo Flandria y otro para el ganador del Torneo reducido, Sacachispas Fútbol Club. Por otra parte, los que no participaron de los ascensos jugaron el Torneo Complemento, que otorgó una plaza en la Copa Argentina 2023 al ganador.

## Ascensos y descensos
| Descendidos de la Primera B 2020 |
| -------------------------------- |
| No hubo                          |

| Posición      | Ascendidos de la Primera C 2020 |
| ------------- | ------------------------------- |
| Campeón       | Cañuelas                        |
| Gan. 2.º asc. | Deportivo Merlo                 |

| Posición       | Ascendidos a la Primera Nacional 2021 |
| -------------- | ------------------------------------- |
| Campeón        | Almirante Brown                       |
| Gan. 2.º asc.  | Tristán Suárez                        |
| Gan. 3.er asc. | San Telmo                             |

| Descendidos de la Primera Nacional 2020 |
| --------------------------------------- |
| No hubo                                 |

- De esta manera, el número de equipos participantes disminuyó a 17.

## Equipos participantes
| Equipo               | Localidad            | Estadio                   | Capacidad |
| -------------------- | -------------------- | ------------------------- | --------- |
| Acassuso             | Boulogne             | La Quema                  | 800       |
| Argentino de Quilmes | Quilmes              | Argentino de Quilmes      | 7000      |
| Cañuelas             | Cañuelas             | Jorge Alfredo Arín        | 1500      |
| Colegiales           | Munro                | Libertarios Unidos        | 6500      |
| Comunicaciones       | Buenos Aires         | Alfredo Ramos             | 3500      |
| Defensores Unidos    | Zárate               | Mario Losinno             | 6000      |
| Deportivo Armenio    | Ingeniero Maschwitz  | Armenia                   | 10 500    |
| Deportivo Merlo      | Parque San Martín    | José Manuel Moreno        | 10 000    |
| Fénix                | Buenos Aires         | No posee                  | -         |
| Flandria             | Jáuregui             | Carlos V                  | 5000      |
| J. J. de Urquiza     | Loma Hermosa         | Ramón Roque Martín        | 2500      |
| Los Andes            | Lomas de Zamora      | Eduardo Gallardón         | 38 000    |
| Sacachispas          | Buenos Aires         | Beto Larrosa              | 4000      |
| San Miguel           | Los Polvorines       | Malvinas Argentinas       | 9000      |
| Talleres             | Remedios de Escalada | Talleres                  | 15 000    |
| UAI Urquiza          | Villa Lynch          | Monumental de Villa Lynch | 1000      |
| Villa San Carlos     | Berisso              | Genacio Sálice            | 4000      |

| 1. 2. |

### Distribución geográfica de los equipos
| Región                                   | Cant. | Equipos |
| ---------------------------------------- | ----- | --- |
| Conurbano bonaerense                     | 10    | Acassuso, Argentino de Quilmes, Colegiales, Deportivo Armenio, Deportivo Merlo, Justo José de Urquiza, Los Andes, San Miguel, Talleres (RdE) y UAI Urquiza |
| Ciudad de Buenos Aires                   | 3     | Comunicaciones, Fénix y Sacachispas |
| Interior de la provincia de Buenos Aires | 3     | Cañuelas, Defensores Unidos y Flandria |
| Gran La Plata                            | 1     | Villa San Carlos |

## Formato

### Ascensos
Los equipos se enfrentaron en dos ruedas por el sistema de todos contra todos. Ambas constituyeron dos fases separadas, llamadas Torneo Apertura y Torneo Clausura, que clasificaron a los respectivos ganadores a una final, a dos partidos, que consagró al campeón, que obtuvo el ascenso a la Primera B. Habrá un segundo ascendido, que se definirá por un torneo reducido por eliminación directa, en el que participarán los seis mejores puestos de la tabla general, excluidos los clasificados a la final, y el perdedor de la misma.

### Descensos
Están suspendidos en todas las categorías en la temporada 2021.

### Clasificación a la Copa Argentina 2022
Los equipos que ocuparon los seis primeros puestos de la tabla general de posiciones de la temporada, participarán de los Treintaidosavos de final de la Copa Argentina 2022.

## Torneo Apertura

### Tabla de posiciones final
| Pos. | Equipo               | Pts. | PJ | PG | PE | PP | GF | GC | Dif. |
| ---- | -------------------- | ---- | -- | -- | -- | -- | -- | -- | ---- |
| 1.º  | Colegiales           | 31   | 16 | 10 | 1  | 5  | 28 | 19 | 9    |
| 2.º  | Los Andes            | 29   | 16 | 8  | 5  | 3  | 18 | 7  | 11   |
| 3.º  | Deportivo Merlo      | 29   | 16 | 8  | 5  | 3  | 25 | 18 | 7    |
| 4.º  | Defensores Unidos    | 28   | 16 | 8  | 4  | 4  | 21 | 16 | 5    |
| 5.º  | Flandria             | 27   | 16 | 8  | 3  | 5  | 21 | 15 | 6    |
| 6.º  | Sacachispas          | 27   | 16 | 8  | 3  | 5  | 19 | 20 | −1   |
| 7.º  | Talleres (RdE)       | 26   | 16 | 7  | 5  | 4  | 25 | 18 | 7    |
| 8.º  | J. J. de Urquiza     | 26   | 16 | 8  | 2  | 6  | 22 | 20 | 2    |
| 9.º  | Comunicaciones       | 21   | 16 | 6  | 3  | 7  | 21 | 23 | −2   |
| 10.º | San Miguel           | 21   | 16 | 6  | 3  | 7  | 14 | 16 | −2   |
| 11.º | Acassuso             | 20   | 16 | 5  | 5  | 6  | 18 | 21 | −3   |
| 12.º | Deportivo Armenio    | 18   | 16 | 5  | 3  | 8  | 12 | 17 | −5   |
| 13.º | Villa San Carlos     | 17   | 16 | 4  | 5  | 7  | 18 | 20 | −2   |
| 14.º | Argentino de Quilmes | 16   | 16 | 4  | 4  | 8  | 15 | 20 | −5   |
| 15.º | UAI Urquiza          | 16   | 16 | 4  | 4  | 8  | 22 | 29 | −7   |
| 16.º | Cañuelas             | 14   | 16 | 4  | 2  | 10 | 15 | 23 | −8   |
| 17.º | Fénix                | 11   | 16 | 2  | 5  | 9  | 17 | 29 | −12  |

|  | Ganador. Clasificado a la final por el título de campeón. |

#### Evolución de las posiciones
| Equipo / Fecha       | 1    | 2    | 3    | 4    | 5    | 6    | 7    | 8    | 9    | 10   | 11   | 12   | 13   | 14   | 15   | 16   | 17   |
| -------------------- | ---- | ---- | ---- | ---- | ---- | ---- | ---- | ---- | ---- | ---- | ---- | ---- | ---- | ---- | ---- | ---- | ---- |
| Acassuso             | 4.º  | 2.º  | 8.º  | 12.º | 10.º | 7.º  | 10.º | 13.º | 13.º | 11.º | 12.º | 12.º | 15.º | 14.º | 10.º | 13.º | 11.º |
| Argentino de Quilmes | 10.º | 14.º | 13.º | 16.º | 17.º | 16.º | 17.º | 17.º | 17.º | 15.º | 17.º | 15.º | 13.º | 12.º | 14.º | 14.º | 14.º |
| Cañuelas             | 4.º  | 17.º | 17.º | 11.º | 14.º | 10.º | 11.º | 15.º | 15.º | 16.º | 15.º | 17.º | 17.º | 17.º | 16.º | 16.º | 16.º |
| Colegiales           | 4.º  | 2.º  | 11.º | 13.º | 7.º  | 11.º | 12.º | 9.º  | 8.º  | 5.º  | 2.º  | 6.º  | 3.º  | 2.º  | 3.º  | 1.º  | 1.º  |
| Comunicaciones       | -    | 10.º | 7.º  | 3.º  | 4.º  | 8.º  | 7.º  | 7.º  | 10.º | 9.º  | 7.º  | 8.º  | 8.º  | 8.º  | 9.º  | 9.º  | 9.º  |
| Defensores Unidos    | 4.º  | 5.º  | 1.º  | 1.º  | 2.º  | 1.º  | 1.º  | 4.º  | 5.º  | 3.º  | 6.º  | 3.º  | 4.º  | 5.º  | 5.º  | 7.º  | 4.º  |
| Deportivo Armenio    | 17.º | 6.º  | 3.º  | 5.º  | 12.º | 14.º | 9.º  | 14.º | 14.º | 14.º | 13.º | 16.º | 14.º | 10.º | 11.º | 10.º | 12.º |
| Deportivo Merlo      | -    | 9.º  | 15.º | 4.º  | 7.º  | 5.º  | 3.º  | 5.º  | 6.º  | 4.º  | 1.º  | 2.º  | 5.º  | 4.º  | 4.º  | 4.º  | 3.º  |
| Fénix                | 15.º | 7.º  | 10.º | 8.º  | 13.º | 15.º | 15.º | 12.º | 12.º | 13.º | 14.º | 13.º | 16.º | 16.º | 17.º | 17.º | 17.º |
| Flandria             | 1.º  | 1.º  | 2.º  | 1.º  | 1.º  | 3.º  | 6.º  | 2.º  | 2.º  | 7.º  | 5.º  | 7.º  | 7.º  | 9.º  | 8.º  | 8.º  | 5.º  |
| J. J. de Urquiza     | 4.º  | 14.º | 16.º | 14.º | 7.º  | 4.º  | 2.º  | 1.º  | 1.º  | 1.º  | 3.º  | 1.º  | 1.º  | 3.º  | 6.º  | 5.º  | 8.º  |
| Los Andes            | 10.º | 12.º | 6.º  | 7.º  | 3.º  | 2.º  | 5.º  | 3.º  | 3.º  | 2.º  | 4.º  | 5.º  | 2.º  | 1.º  | 2.º  | 3.º  | 2.º  |
| Sacachispas          | 2.º  | 7.º  | 12.º | 6.º  | 11.º | 12.º | 14.º | 11.º | 9.º  | 6.º  | 8.º  | 4.º  | 6.º  | 6.º  | 1.º  | 2.º  | 6.º  |
| San Miguel           | 15.º | 14.º | 14.º | 17.º | 16.º | 17.º | 16.º | 16.º | 16.º | 17.º | 16.º | 14.º | 12.º | 15.º | 11.º | 10.º | 10.º |
| Talleres (RdE)       | -    | 10.º | 5.º  | 10.º | 5.º  | 6.º  | 4.º  | 6.º  | 4.º  | 8.º  | 9.º  | 9.º  | 9.º  | 7.º  | 7.º  | 6.º  | 7.º  |
| UAI Urquiza          | 2.º  | 2.º  | 8.º  | 15.º | 15.º | 12.º | 13.º | 10.º | 11.º | 12.º | 11.º | 11.º | 11.º | 13.º | 15.º | 15.º | 15.º |
| Villa San Carlos     | 4.º  | 13.º | 4.º  | 9.º  | 6.º  | 9.º  | 8.º  | 8.º  | 7.º  | 10.º | 10.º | 10.º | 10.º | 11.º | 13.º | 12.º | 13.º |

| 1. |

### Resultados
| Fecha 1               | Fecha 1   | Fecha 1              | Fecha 1                   | Fecha 1     | Fecha 1 |
| Local                 | Resultado | Visitante            | Estadio                   | Fecha       | Hora    |
| --------------------- | --------- | -------------------- | ------------------------- | ----------- | ------- |
| UAI Urquiza           | 1 - 0     | San Miguel           | Monumental de Villa Lynch | 6 de marzo  | 17:10   |
| Deportivo Armenio     | 0 - 2     | Flandria             | Armenia                   | 6 de marzo  | 17:10   |
| Villa San Carlos      | 1 - 1     | Cañuelas             | Genacio Sálice            | 6 de marzo  | 17:10   |
| Defensores Unidos     | 1 - 1     | Acassuso             | Mario Losinno             | 6 de marzo  | 17:10   |
| Fénix                 | 0 - 1     | Sacachispas          | José Manuel Moreno        | 6 de marzo  | 17:10   |
| Los Andes             | 0 - 0     | Argentino de Quilmes | Eduardo Gallardón         | 6 de marzo  | 19:20   |
| Colegiales            | 1 - 1     | J. J. de Urquiza     | Libertarios Unidos        | 7 de marzo  | 17:10   |
| Comunicaciones        | 2 - 3     | Deportivo Merlo      | Alfredo Ramos             | 31 de marzo | 15:40   |
| Libre: Talleres (RdE) |           |                      |                           |             |         |

| Fecha 2              | Fecha 2   | Fecha 2           | Fecha 2              | Fecha 2     | Fecha 2 |
| Local                | Resultado | Visitante         | Estadio              | Fecha       | Hora    |
| -------------------- | --------- | ----------------- | -------------------- | ----------- | ------- |
| San Miguel           | 1 - 1     | Talleres (RdE)    | Malvinas Argentinas  | 12 de marzo | 17:10   |
| Sacachispas          | 0 - 1     | Defensores Unidos | Beto Larrosa         | 13 de marzo | 17:10   |
| Cañuelas             | 0 - 2     | Deportivo Armenio | José Alfredo Arin    | 13 de marzo | 17:10   |
| Deportivo Merlo      | 2 - 2     | UAI Urquiza       | José Manuel Moreno   | 13 de marzo | 17:10   |
| Acassuso             | 2 - 1     | Villa San Carlos  | Armenia              | 13 de marzo | 17:10   |
| Argentino de Quilmes | 1 - 2     | Colegiales        | Argentino de Quilmes | 13 de marzo | 17:10   |
| Flandria             | 1 - 1     | Comunicaciones    | Carlos V             | 14 de marzo | 17:10   |
| J. J. de Urquiza     | 0 - 1     | Fénix             | Ramón Roque Martín   | 15 de marzo | 17:10   |
| Libre: Los Andes     |           |                   |                      |             |         |

| Fecha 3           | Fecha 3   | Fecha 3              | Fecha 3                   | Fecha 3     | Fecha 3 |
| Local             | Resultado | Visitante            | Estadio                   | Fecha       | Hora    |
| ----------------- | --------- | -------------------- | ------------------------- | ----------- | ------- |
| Deportivo Armenio | 1 - 0     | Acassuso             | Armenia                   | 20 de marzo | 15:30   |
| Fénix             | 1 - 1     | Argentino de Quilmes | José Manuel Moreno        | 20 de marzo | 15:30   |
| Colegiales        | 0 - 2     | Los Andes            | Libertarios Unidos        | 21 de marzo | 14:30   |
| Talleres (RdE)    | 3 - 1     | Deportivo Merlo      | Talleres                  | 21 de marzo | 14:45   |
| UAI Urquiza       | 0 - 1     | Flandria             | Monumental de Villa Lynch | 21 de marzo | 15:30   |
| Comunicaciones    | 1 - 0     | Cañuelas             | Alfredo Ramos             | 21 de marzo | 15:30   |
| Villa San Carlos  | 5 - 2     | Sacachispas          | Genacio Sálice            | 21 de marzo | 15:30   |
| Defensores Unidos | 3 - 1     | J. J. de Urquiza     | Mario Lossino             | 21 de marzo | 15:30   |
| Libre: San Miguel |           |                      |                           |             |         |

| Fecha 4              | Fecha 4   | Fecha 4           | Fecha 4              | Fecha 4     | Fecha 4 |
| Local                | Resultado | Visitante         | Estadio              | Fecha       | Hora    |
| -------------------- | --------- | ----------------- | -------------------- | ----------- | ------- |
| Los Andes            | 1 - 1     | Fénix             | Eduardo Gallardón    | 27 de marzo | 13:05   |
| Acassuso             | 1 - 2     | Comunicaciones    | Armenia              | 27 de marzo | 14:35   |
| Sacachispas          | 1 - 0     | Deportivo Armenio | Beto Larrosa         | 27 de marzo | 15:30   |
| Flandria             | 2 - 1     | Talleres (RdE)    | Carlos V             | 27 de marzo | 15:30   |
| Deportivo Merlo      | 1 - 0     | San Miguel        | José Manuel Moreno   | 27 de marzo | 15:30   |
| Argentino de Quilmes | 0 - 1     | Defensores Unidos | Argentino de Quilmes | 28 de marzo | 15:30   |
| Cañuelas             | 4 - 1     | UAI Urquiza       | Jorge Alfredo Arín   | 28 de marzo | 15:30   |
| J. J. de Urquiza     | 2 - 1     | Villa San Carlos  | Ramón Roque Martín   | 29 de marzo | 15:30   |
| Libre: Colegiales    |           |                   |                      |             |         |

| Fecha 5                | Fecha 5   | Fecha 5              | Fecha 5                   | Fecha 5    | Fecha 5 |
| Local                  | Resultado | Visitante            | Estadio                   | Fecha      | Hora    |
| ---------------------- | --------- | -------------------- | ------------------------- | ---------- | ------- |
| Defensores Unidos      | 0 - 1     | Los Andes            | Gigante de Villa Fox      | 3 de abril | 13:05   |
| Deportivo Armenio      | 1 - 3     | J. J. de Urquiza     | Armenia                   | 3 de abril | 15:30   |
| UAI Urquiza            | 1 - 2     | Acassuso             | Monumental de Villa Lynch | 3 de abril | 15:30   |
| Fénix                  | 3 - 4     | Colegiales           | República de Italia       | 3 de abril | 15:30   |
| San Miguel             | 1 - 1     | Flandria             | Malvinas Argentinas       | 4 de abril | 15:30   |
| Comunicaciones         | 2 - 2     | Sacachispas          | Alfredo Ramos             | 4 de abril | 15:30   |
| Villa San Carlos       | 2 - 1     | Argentino de Quilmes | Genacio Sálice            | 4 de abril | 15:30   |
| Talleres (RdE)         | 3 - 0     | Cañuelas             | Talleres                  | 6 de abril | 17:10   |
| Libre: Deportivo Merlo |           |                      |                           |            |         |

| Fecha 6              | Fecha 6   | Fecha 6           | Fecha 6              | Fecha 6     | Fecha 6 |
| Local                | Resultado | Visitante         | Estadio              | Fecha       | Hora    |
| -------------------- | --------- | ----------------- | -------------------- | ----------- | ------- |
| Colegiales           | 1 - 2     | Defensores Unidos | Libertarios Unidos   | 10 de abril | 15:30   |
| Argentino de Quilmes | 2 - 1     | Deportivo Armenio | Argentino de Quilmes | 10 de abril | 15:30   |
| Acassuso             | 2 - 2     | Talleres (RdE)    | Armenia              | 10 de abril | 15:30   |
| Cañuelas             | 3 - 0     | San Miguel        | Jorge Alfredo Arín   | 10 de abril | 15:30   |
| Flandria             | 2 - 3     | Deportivo Merlo   | Carlos V             | 11 de abril | 13:30   |
| Sacachispas          | 3 - 4     | UAI Urquiza       | Beto Larrosa         | 11 de abril | 15:30   |
| J. J. de Urquiza     | 4 - 2     | Comunicaciones    | Ramón Roque Martín   | 12 de abril | 15:30   |
| Los Andes            | 1 - 0     | Villa San Carlos  | Eduardo Gallardón    | 12 de abril | 17:10   |
| Libre: Fénix         |           |                   |                      |             |         |

| Fecha 7           | Fecha 7   | Fecha 7              | Fecha 7                   | Fecha 7     | Fecha 7 |
| Local             | Resultado | Visitante            | Estadio                   | Fecha       | Hora    |
| ----------------- | --------- | -------------------- | ------------------------- | ----------- | ------- |
| Talleres (RdE)    | 4 - 0     | Sacachispas          | Talleres                  | 16 de abril | 19:00   |
| Deportivo Armenio | 1 - 0     | Los Andes            | Armenia                   | 17 de abril | 14:00   |
| Deportivo Merlo   | 2 - 1     | Cañuelas             | José Manuel Moreno        | 17 de abril | 15:30   |
| San Miguel        | 2 - 0     | Acassuso             | Malvinas Argentinas       | 17 de abril | 15:30   |
| UAI Urquiza       | 1 - 2     | J. J. de Urquiza     | Monumental de Villa Lynch | 17 de abril | 15:30   |
| Villa San Carlos  | 3 - 2     | Colegiales           | Genacio Sálice            | 17 de abril | 15:30   |
| Comunicaciones    | 2 - 0     | Argentino de Quilmes | Alfredo Ramos             | 18 de abril | 15:30   |
| Defensores Unidos | 2 - 2     | Fénix                | Gigante de Villa Fox      | 18 de abril | 15:30   |
| Libre: Flandria   |           |                      |                           |             |         |

| Fecha 8                  | Fecha 8   | Fecha 8           | Fecha 8              | Fecha 8     | Fecha 8 |
| Local                    | Resultado | Visitante         | Estadio              | Fecha       | Hora    |
| ------------------------ | --------- | ----------------- | -------------------- | ----------- | ------- |
| Fénix                    | 2 - 1     | Villa San Carlos  | José Manuel Moreno   | 23 de abril | 15:30   |
| Los Andes                | 2 - 1     | Comunicaciones    | Eduardo Gallardón    | 23 de abril | 17:00   |
| Argentino de Quilmes     | 2 - 3     | UAI Urquiza       | Argentino de Quilmes | 24 de abril | 15:30   |
| Acassuso                 | 1 - 1     | Deportivo Merlo   | Armenia              | 24 de abril | 15:30   |
| J. J. de Urquiza         | 2 - 1     | Talleres (RdE)    | Ramón Roque Martín   | 25 de abril | 13:30   |
| Sacachispas              | 1 - 0     | San Miguel        | Beto Larrosa         | 25 de abril | 15:30   |
| Cañuelas                 | 0 - 2     | Flandria          | Jorge Alfredo Arín   | 25 de abril | 15:30   |
| Colegiales               | 1 - 0     | Deportivo Armenio | Libertarios Unidos   | 27 de abril | 15:30   |
| Libre: Defensores Unidos |           |                   |                      |             |         |

| Fecha 9           | Fecha 9   | Fecha 9              | Fecha 9                   | Fecha 9     | Fecha 9 |
| Local             | Resultado | Visitante            | Estadio                   | Fecha       | Hora    |
| ----------------- | --------- | -------------------- | ------------------------- | ----------- | ------- |
| Talleres (RdE)    | 2 - 0     | Argentino de Quilmes | Talleres                  | 30 de abril | 15:05   |
| UAI Urquiza       | 1 - 1     | Los Andes            | Monumental de Villa Lynch | 2 de mayo   | 12:00   |
| Flandria          | 1 - 1     | Acassuso             | Carlos V                  | 2 de mayo   | 15:30   |
| Deportivo Merlo   | 0 - 1     | Sacachispas          | José Manuel Moreno        | 2 de mayo   | 15:30   |
| San Miguel        | 0 - 1     | J. J. de Urquiza     | Malvinas Argentinas       | 2 de mayo   | 15:30   |
| Comunicaciones    | 0 - 1     | Colegiales           | Alfredo Ramos             | 2 de mayo   | 15:30   |
| Deportivo Armenio | 1 - 1     | Fénix                | Armenia                   | 2 de mayo   | 15:30   |
| Villa San Carlos  | 1 - 0     | Defensores Unidos    | Genacio Sálice            | 2 de mayo   | 15:30   |
| Libre: Cañuelas   |           |                      |                           |             |         |

| Fecha 10                | Fecha 10  | Fecha 10          | Fecha 10             | Fecha 10   | Fecha 10 |
| Local                   | Resultado | Visitante         | Estadio              | Fecha      | Hora     |
| ----------------------- | --------- | ----------------- | -------------------- | ---------- | -------- |
| Los Andes               | 3 - 0     | Talleres (RdE)    | Eduardo Gallardón    | 8 de mayo  | 14:00    |
| Defensores Unidos       | 2 - 0     | Deportivo Armenio | Gigante de Villa Fox | 8 de mayo  | 15:30    |
| Colegiales              | 3 - 1     | UAI Urquiza       | Libertarios Unidos   | 8 de mayo  | 15:30    |
| Argentino de Quilmes    | 2 - 1     | San Miguel        | Argentino de Quilmes | 8 de mayo  | 15:30    |
| Sacachispas             | 1 - 0     | Flandria          | Beto Larrosa         | 8 de mayo  | 15:30    |
| Acassuso                | 2 - 1     | Cañuelas          | Armenia              | 8 de mayo  | 15:30    |
| Fénix                   | 1 - 2     | Comunicaciones    | José Manuel Moreno   | 9 de mayo  | 15:30    |
| J. J. de Urquiza        | 1 - 3     | Deportivo Merlo   | Ramón Roque Martín   | 10 de mayo | 15:00    |
| Libre: Villa San Carlos |           |                   |                      |            |          |

| Fecha 11          | Fecha 11  | Fecha 11             | Fecha 11                  | Fecha 11   | Fecha 11 |
| Local             | Resultado | Visitante            | Estadio                   | Fecha      | Hora     |
| ----------------- | --------- | -------------------- | ------------------------- | ---------- | -------- |
| Talleres (RdE)    | 1 - 4     | Colegiales           | Talleres                  | 14 de mayo | 15:30    |
| Flandria          | 2 - 0     | J. J. de Urquiza     | Carlos V                  | 15 de mayo | 14:00    |
| Cañuelas          | 0 - 0     | Sacachispas          | Jorge Alfredo Arín        | 15 de mayo | 15:30    |
| Deportivo Merlo   | 1 - 0     | Argentino de Quilmes | José Manuel Moreno        | 15 de mayo | 15:30    |
| San Miguel        | 1 - 0     | Los Andes            | Malvinas Argentinas       | 15 de mayo | 15:30    |
| Comunicaciones    | 2 - 1     | Defensores Unidos    | Alfredo Ramos             | 15 de mayo | 15:30    |
| UAI Urquiza       | 2 - 1     | Fénix                | Monumental de Villa Lynch | 16 de mayo | 15:00    |
| Deportivo Armenio | 1 - 1     | Villa San Carlos     | Armenia                   | 16 de mayo | 15:30    |
| Libre: Acassuso   |           |                      |                           |            |          |

| Fecha 12                 | Fecha 12  | Fecha 12        | Fecha 12             | Fecha 12   | Fecha 12 |
| Local                    | Resultado | Visitante       | Estadio              | Fecha      | Hora     |
| ------------------------ | --------- | --------------- | -------------------- | ---------- | -------- |
| Villa San Carlos         | 1 - 1     | Comunicaciones  | Genacio Sálice       | 7 de junio | 15:30    |
| Defensores Unidos        | 1 - 0     | UAI Urquiza     | Gigante de Villa Fox | 7 de junio | 15:30    |
| Fénix                    | 1 - 1     | Talleres (RdE)  | José Manuel Moreno   | 7 de junio | 15:30    |
| Colegiales               | 0 - 1     | San Miguel      | Libertarios Unidos   | 7 de junio | 15:30    |
| Los Andes                | 0 - 0     | Deportivo Merlo | Eduardo Gallardón    | 7 de junio | 15:30    |
| Argentino de Quilmes     | 3 - 1     | Flandria        | Argentino de Quilmes | 7 de junio | 15:30    |
| J. J. de Urquiza         | 2 - 0     | Cañuelas        | Ramón Roque Martín   | 7 de junio | 15:30    |
| Sacachispas              | 4 - 1     | Acassuso        | Tomás A. Ducó        | 7 de junio | 15:30    |
| Libre: Deportivo Armenio |           |                 |                      |            |          |

| Fecha 13           | Fecha 13  | Fecha 13             | Fecha 13                  | Fecha 13    | Fecha 13 |
| Local              | Resultado | Visitante            | Estadio                   | Fecha       | Hora     |
| ------------------ | --------- | -------------------- | ------------------------- | ----------- | -------- |
| Acassuso           | 1 - 2     | J. J. de Urquiza     | Armenia                   | 15 de junio | 15:30    |
| Cañuelas           | 0 - 1     | Argentino de Quilmes | Jorge Alfredo Arín        | 15 de junio | 15:30    |
| Flandria           | 0 - 2     | Los Andes            | Carlos V                  | 15 de junio | 15:30    |
| Deportivo Merlo    | 1 - 3     | Colegiales           | José Manuel Moreno        | 15 de junio | 15:30    |
| San Miguel         | 3 - 2     | Fénix                | Malvinas Argentinas       | 15 de junio | 15:30    |
| Talleres (RdE)     | 1 - 1     | Defensores Unidos    | Talleres                  | 15 de junio | 15:30    |
| UAI Urquiza        | 1 - 1     | Villa San Carlos     | Monumental de Villa Lynch | 15 de junio | 15:30    |
| Comunicaciones     | 0 - 1     | Deportivo Armenio    | Alfredo Ramos             | 15 de junio | 15:30    |
| Libre: Sacachispas |           |                      |                           |             |          |

| Fecha 14              | Fecha 14  | Fecha 14        | Fecha 14             | Fecha 14    | Fecha 14 |
| Local                 | Resultado | Visitante       | Estadio              | Fecha       | Hora     |
| --------------------- | --------- | --------------- | -------------------- | ----------- | -------- |
| J. J. de Urquiza      | 0 - 1     | Sacachispas     | Ramón Roque Martín   | 22 de junio | 15:10    |
| Deportivo Armenio     | 2 - 1     | UAI Urquiza     | Armenia              | 22 de junio | 15:30    |
| Villa San Carlos      | 0 - 2     | Talleres (RdE)  | Genacio Sálice       | 22 de junio | 15:30    |
| Defensores Unidos     | 2 - 0     | San Miguel      | Gigante de Villa Fox | 22 de junio | 15:30    |
| Fénix                 | 1 - 5     | Deportivo Merlo | José Manuel Moreno   | 22 de junio | 15:30    |
| Colegiales            | 2 - 0     | Flandria        | Libertarios Unidos   | 22 de junio | 15:30    |
| Los Andes             | 3 - 1     | Cañuelas        | Eduardo Gallardón    | 22 de junio | 15:30    |
| Argentino de Quilmes  | 1 - 1     | Acassuso        | Argentino de Quilmes | 22 de junio | 15:30    |
| Libre: Comunicaciones |           |                 |                      |             |          |

| Fecha 15                | Fecha 15  | Fecha 15             | Fecha 15                  | Fecha 15    | Fecha 15 |
| Local                   | Resultado | Visitante            | Estadio                   | Fecha       | Hora     |
| ----------------------- | --------- | -------------------- | ------------------------- | ----------- | -------- |
| Deportivo Merlo         | 1 - 1     | Defensores Unidos    | José Manuel Moreno        | 26 de junio | 13:05    |
| Acassuso                | 1 - 0     | Los Andes            | Armenia                   | 26 de junio | 13:10    |
| Sacachispas             | 1 - 0     | Argentino de Quilmes | Beto Larrosa              | 26 de junio | 15:00    |
| Cañuelas                | 2 - 0     | Colegiales           | Jorge Alfredo Arín        | 26 de junio | 15:00    |
| Flandria                | 2 - 0     | Fénix                | Carlos V                  | 26 de junio | 15:00    |
| San Miguel              | 1 - 0     | Villa San Carlos     | Malvinas Argentinas       | 26 de junio | 15:00    |
| UAI Urquiza             | 2 - 3     | Comunicaciones       | Monumental de Villa Lynch | 26 de junio | 15:00    |
| Talleres (RdE)          | 1 - 0     | Deportivo Armenio    | Talleres                  | 26 de junio | 17:10    |
| Libre: J. J. de Urquiza |           |                      |                           |             |          |

| Fecha 16             | Fecha 16  | Fecha 16         | Fecha 16             | Fecha 16   | Fecha 16 |
| Local                | Resultado | Visitante        | Estadio              | Fecha      | Hora     |
| -------------------- | --------- | ---------------- | -------------------- | ---------- | -------- |
| Defensores Unidos    | 0 - 3     | Flandria         | Gigante de Villa Fox | 2 de julio | 15:00    |
| Colegiales           | 1 - 0     | Acassuso         | Libertarios Unidos   | 2 de julio | 15:00    |
| Los Andes            | 0 - 0     | Sacachispas      | Eduardo Gallardón    | 2 de julio | 15:00    |
| Argentino de Quilmes | 1 - 1     | J. J. de Urquiza | Argentino de Quilmes | 2 de julio | 15:00    |
| Comunicaciones       | 0 - 1     | Talleres (RdE)   | Alfredo Ramos        | 2 de julio | 15:00    |
| Villa San Carlos     | 0 - 0     | Deportivo Merlo  | Genacio Sálice       | 2 de julio | 15:00    |
| Fénix                | 0 - 1     | Cañuelas         | José Manuel Moreno   | 3 de julio | 15:00    |
| Deportivo Armenio    | 1 - 1     | San Miguel       | Armenia              | 3 de julio | 15:00    |
| Libre: UAI Urquiza   |           |                  |                      |            |          |

| Fecha 17                    | Fecha 17  | Fecha 17          | Fecha 17            | Fecha 17    | Fecha 17 |
| Local                       | Resultado | Visitante         | Estadio             | Fecha       | Hora     |
| --------------------------- | --------- | ----------------- | ------------------- | ----------- | -------- |
| Flandria                    | 1 - 0     | Villa San Carlos  | Carlos V            | 9 de julio  | 15:00    |
| J. J. de Urquiza            | 0 - 1     | Los Andes         | Ramón Roque Martín  | 9 de julio  | 15:10    |
| Sacachispas                 | 1 - 3     | Colegiales        | Tomás A. Ducó       | 9 de julio  | 15:10    |
| Deportivo Merlo             | 1 - 0     | Deportivo Armenio | José Manuel Moreno  | 9 de julio  | 15:10    |
| Acassuso                    | 2 - 0     | Fénix             | Armenia             | 10 de julio | 15:00    |
| Cañuelas                    | 1 - 3     | Defensores Unidos | Jorge Alfredo Arín  | 10 de julio | 15:00    |
| San Miguel                  | 2 - 0     | Comunicaciones    | Malvinas Argentinas | 10 de julio | 15:00    |
| Talleres (RdE)              | 1 - 1     | UAI Urquiza       | Talleres            | 10 de julio | 15:00    |
| Libre: Argentino de Quilmes |           |                   |                     |             |          |

| 1. 2. 3. |

## Torneo Clausura

### Tabla de posiciones final
| Pos. | Equipo               | Pts. | PJ | PG | PE | PP | GF | GC | Dif. |
| ---- | -------------------- | ---- | -- | -- | -- | -- | -- | -- | ---- |
| 1.º  | Flandria             | 34   | 16 | 10 | 4  | 2  | 34 | 12 | 22   |
| 2.º  | Colegiales           | 30   | 16 | 9  | 3  | 4  | 23 | 11 | 12   |
| 3.º  | Sacachispas          | 29   | 16 | 7  | 8  | 1  | 22 | 8  | 14   |
| 4.º  | Acassuso             | 28   | 16 | 7  | 7  | 2  | 21 | 9  | 12   |
| 5.º  | J. J. de Urquiza     | 27   | 16 | 8  | 3  | 5  | 24 | 20 | 4    |
| 6.º  | Cañuelas             | 24   | 16 | 6  | 6  | 4  | 23 | 17 | 6    |
| 7.º  | Los Andes            | 20   | 16 | 4  | 8  | 4  | 17 | 13 | 4    |
| 8.º  | Deportivo Armenio    | 20   | 16 | 5  | 5  | 6  | 13 | 18 | −5   |
| 9.º  | UAI Urquiza          | 19   | 16 | 4  | 7  | 5  | 19 | 23 | −4   |
| 10.º | Comunicaciones       | 19   | 16 | 5  | 4  | 7  | 17 | 22 | −5   |
| 11.º | Talleres (RdE)       | 18   | 16 | 3  | 9  | 4  | 14 | 15 | −1   |
| 12.º | Defensores Unidos    | 18   | 16 | 4  | 6  | 6  | 13 | 22 | −9   |
| 13.º | San Miguel           | 17   | 16 | 4  | 5  | 7  | 16 | 25 | −9   |
| 14.º | Deportivo Merlo      | 16   | 16 | 4  | 4  | 8  | 16 | 19 | −3   |
| 15.º | Villa San Carlos     | 15   | 16 | 3  | 6  | 7  | 16 | 25 | −9   |
| 16.º | Argentino de Quilmes | 13   | 16 | 1  | 10 | 5  | 16 | 28 | −12  |
| 17.º | Fénix                | 10   | 16 | 1  | 7  | 8  | 10 | 27 | −17  |

|  | Ganador. Clasificado a la final por el título de campeón. |

#### Evolución de las posiciones
| Equipo / Fecha       | 1    | 2    | 3    | 4    | 5    | 6    | 7    | 8    | 9    | 10   | 11   | 12   | 13   | 14   | 15   | 16   | 17   |
| -------------------- | ---- | ---- | ---- | ---- | ---- | ---- | ---- | ---- | ---- | ---- | ---- | ---- | ---- | ---- | ---- | ---- | ---- |
| Acassuso             | 8.º  | 4.º  | 5.º  | 7.º  | 10.º | 10.º | 7.º  | 7.º  | 3.º  | 4.º  | 5.º  | 7.º  | 7.°  | 4.°  | 3.°  | 4.°  | 4.°  |
| Argentino de Quilmes | 6.º  | 15.º | 12.º | 12.º | 13.º | 13.º | 10.º | 9.º  | 10.º | 10.º | 11.º | 14.º | 13.° | 15.° | 15.° | 16.° | 16.° |
| Cañuelas             | 3.º  | 6.º  | 3.º  | 2.º  | 3.º  | 2.º  | 2.º  | 2.º  | 5.º  | 6.º  | 6.º  | 6.º  | 6.°  | 7.°  | 7.°  | 6.°  | 6.°  |
| Colegiales           | 8.º  | 3.º  | 8.º  | 10.º | 12.º | 8.º  | 6.º  | 5.º  | 2.º  | 1.º  | 1.º  | 1.º  | 1.°  | 1.°  | 1.°  | 2.°  | 2.°  |
| Comunicaciones       | 4.º  | 7.º  | 11.º | 4.º  | 8.º  | 12.º | 14.º | 14.º | 15.º | 12.º | 12.º | 9.º  | 9.°  | 11.° | 8.°  | 10.° | 10.° |
| Defensores Unidos    | 8.º  | 9.º  | 14.º | 14.º | 16.º | 16.º | 13.º | 16.º | 16.º | 15.º | 15.º | 13.º | 12.° | 12.° | 9.°  | 11.° | 12.° |
| Deportivo Armenio    | 17.º | 8.º  | 10.º | 9.º  | 6.º  | 6.º  | 9.º  | 10.º | 9.º  | 9.º  | 9.º  | 10.º | 11.° | 8.°  | 10.° | 8.°  | 8.°  |
| Deportivo Merlo      | 13.º | 13.º | 16.º | 17.º | 17.º | 17.º | 17.º | 17.º | 17.º | 17.º | 17.º | 17.º | 17.° | 16.° | 16.° | 15.° | 14.° |
| Fénix                | 15.º | 16.º | 13.º | 14.º | 7.º  | 11.º | 12.º | 12.º | 14.º | 16.º | 16.º | 16.º | 16.° | 17.° | 17.° | 17.° | 17.° |
| Flandria             | 1.º  | 1.º  | 2.º  | 1.º  | 1.º  | 1.º  | 1.º  | 1.º  | 1.º  | 2.º  | 4.º  | 2.º  | 2.°  | 2.°  | 2.°  | 1.°  | 1.°  |
| J. J. de Urquiza     | 8.º  | 9.º  | 4.º  | 6.º  | 11.º | 7.º  | 5.º  | 3.º  | 6.º  | 3.º  | 2.º  | 3.º  | 3.°  | 5.°  | 5.°  | 5.°  | 5.°  |
| Los Andes            | 6.º  | 11.º | 7.º  | 5.º  | 4.º  | 4.º  | 4.º  | 6.º  | 7.º  | 7.º  | 7.º  | 5.º  | 5.°  | 6.°  | 6.°  | 7.°  | 7.°  |
| Sacachispas          | 2.º  | 2.º  | 1.º  | 3.º  | 2.º  | 3.º  | 3.º  | 4.º  | 4.º  | 5.º  | 3.º  | 4.º  | 4.°  | 3.°  | 4.°  | 3.°  | 3.°  |
| San Miguel           | 13.º | 13.º | 15.º | 12.º | 14.º | 15.º | 16.º | 13.º | 11.º | 11.º | 10.º | 11.º | 10.° | 10.° | 12.° | 13.° | 13.° |
| Talleres (RdE)       | 12.º | 12.º | 9.º  | 11.º | 9.º  | 9.º  | 11.º | 11.º | 13.º | 13.º | 13.º | 12.º | 14.° | 13.° | 13.° | 9.°  | 11.° |
| UAI Urquiza          | 4.º  | 5.º  | 6.º  | 8.º  | 5.º  | 5.º  | 8.º  | 8.º  | 8.º  | 8.º  | 8.º  | 8.º  | 8.°  | 9.°  | 11.° | 12.° | 9.°  |
| Villa San Carlos     | 16.º | 17.º | 17.º | 16.º | 15.º | 14.º | 15.º | 15.º | 12.º | 14.º | 14.º | 15.º | 15°  | 14.° | 14.° | 14.° | 15.° |

|  |

### Resultados
| Fecha 1               | Fecha 1   | Fecha 1              | Fecha 1             | Fecha 1     | Fecha 1 |
| Local                 | Resultado | Visitante            | Estadio             | Fecha       | Hora    |
| --------------------- | --------- | -------------------- | ------------------- | ----------- | ------- |
| Deportivo Merlo       | 0 - 1     | Comunicaciones       | José Manuel Moreno  | 17 de julio | 13:00   |
| J. J. de Urquiza      | 0 - 0     | Colegiales           | Ramón Roque Martín  | 17 de julio | 13:10   |
| San Miguel            | 0 - 1     | UAI Urquiza          | Malvinas Argentinas | 17 de julio | 15:00   |
| Cañuelas              | 3 - 0     | Villa San Carlos     | Jorge Alfredo Arín  | 17 de julio | 15:00   |
| Acassuso              | 0 - 0     | Defensores Unidos    | Armenia             | 17 de julio | 15:00   |
| Sacachispas           | 4 - 1     | Fénix                | Beto Larrosa        | 17 de julio | 15:00   |
| Los Andes             | 2 - 2     | Argentino de Quilmes | Eduardo Gallardón   | 17 de julio | 15:00   |
| Flandria              | 4 - 0     | Deportivo Armenio    | Carlos V            | 18 de julio | 15:00   |
| Libre: Talleres (RdE) |           |                      |                     |             |         |

| Fecha 2           | Fecha 2   | Fecha 2              | Fecha 2                   | Fecha 2     | Fecha 2 |
| Local             | Resultado | Visitante            | Estadio                   | Fecha       | Hora    |
| ----------------- | --------- | -------------------- | ------------------------- | ----------- | ------- |
| Colegiales        | 3 - 0     | Argentino de Quilmes | Libertarios Unidos        | 24 de julio | 15:00   |
| Fénix             | 0 - 0     | J. J. de Urquiza     | José Manuel Moreno        | 24 de julio | 15:00   |
| Defensores Unidos | 0 - 0     | Sacachispas          | Gigante de Villa Fox      | 24 de julio | 15:00   |
| Villa San Carlos  | 0 - 2     | Acassuso             | Genacio Sálice            | 24 de julio | 15:00   |
| Deportivo Armenio | 2 - 1     | Cañuelas             | Armenia                   | 24 de julio | 15:00   |
| Comunicaciones    | 1 - 2     | Flandria             | Alfredo Ramos             | 24 de julio | 15:00   |
| UAI Urquiza       | 1 - 1     | Deportivo Merlo      | Monumental de Villa Lynch | 24 de julio | 15:00   |
| Talleres (RdE)    | 1 - 1     | San Miguel           | Talleres                  | 24 de julio | 15:00   |
| Libre: Los Andes  |           |                      |                           |             |         |

| Fecha 3              | Fecha 3   | Fecha 3           | Fecha 3              | Fecha 3     | Fecha 3 |
| Local                | Resultado | Visitante         | Estadio              | Fecha       | Hora    |
| -------------------- | --------- | ----------------- | -------------------- | ----------- | ------- |
| Flandria             | 1 - 1     | UAI Urquiza       | Carlos V             | 31 de julio | 15:00   |
| Cañuelas             | 1 - 0     | Comunicaciones    | Jorge Alfredo Arín   | 31 de julio | 15:00   |
| Acassuso             | 0 - 0     | Deportivo Armenio | Armenia              | 31 de julio | 15:00   |
| Sacachispas          | 3 - 0     | Villa San Carlos  | Beto Larrosa         | 31 de julio | 15:00   |
| Argentino de Quilmes | 1 - 1     | Fénix             | Argentino de Quilmes | 31 de julio | 15:00   |
| Deportivo Merlo      | 0 - 1     | Talleres (RdE)    | José Manuel Moreno   | 1 de agosto | 15:00   |
| Los Andes            | 2 - 0     | Colegiales        | Eduardo Gallardón    | 1 de agosto | 15:00   |
| J. J. de Urquiza     | 4 - 1     | Defensores Unidos | Ramón Roque Martín   | 2 de agosto | 15:00   |
| Libre: San Miguel    |           |                   |                      |             |         |

| Fecha 4           | Fecha 4   | Fecha 4              | Fecha 4                   | Fecha 4      | Fecha 4 |
| Local             | Resultado | Visitante            | Estadio                   | Fecha        | Hora    |
| ----------------- | --------- | -------------------- | ------------------------- | ------------ | ------- |
| San Miguel        | 1 - 0     | Deportivo Merlo      | Malvinas Argentinas       | 7 de agosto  | 13:10   |
| Fénix             | 0 - 0     | Los Andes            | José Manuel Moreno        | 7 de agosto  | 15:00   |
| Defensores Unidos | 1 - 1     | Argentino de Quilmes | Gigante de Villa Fox      | 7 de agosto  | 15:00   |
| Comunicaciones    | 1 - 0     | Acassuso             | Alfredo Ramos             | 7 de agosto  | 15:00   |
| UAI Urquiza       | 0 - 2     | Cañuelas             | Monumental de Villa Lynch | 7 de agosto  | 15:00   |
| Villa San Carlos  | 3 - 1     | J. J. de Urquiza     | Genacio Sálice            | 7 de agosto  | 15:30   |
| Deportivo Armenio | 0 - 0     | Sacachispas          | Armenia                   | 7 de agosto  | 15:30   |
| Talleres (RdE)    | 1 - 2     | Flandria             | Talleres                  | 10 de agosto | 17:10   |
| Libre: Colegiales |           |                      |                           |              |         |

| Fecha 5                | Fecha 5   | Fecha 5           | Fecha 5              | Fecha 5      | Fecha 5 |
| Local                  | Resultado | Visitante         | Estadio              | Fecha        | Hora    |
| ---------------------- | --------- | ----------------- | -------------------- | ------------ | ------- |
| Acassuso               | 1 - 2     | UAI Urquiza       | República de Italia  | 12 de agosto | 21:10   |
| Los Andes              | 1 - 0     | Defensores Unidos | Eduardo Gallardón    | 14 de agosto | 12:00   |
| Argentino de Quilmes   | 1 - 1     | Villa San Carlos  | Argentino de Quilmes | 14 de agosto | 15:00   |
| Cañuelas               | 1 - 1     | Talleres (RdE)    | Jorge Alfredo Arín   | 14 de agosto | 15:00   |
| Colegiales             | 0 - 1     | Fénix             | Libertarios Unidos   | 14 de agosto | 15:00   |
| Flandria               | 3 - 0     | San Miguel        | Carlos V             | 14 de agosto | 15:00   |
| Sacachispas            | 6 - 0     | Comunicaciones    | Beto Larrosa         | 14 de agosto | 15:00   |
| J. J. de Urquiza       | 0 - 2     | Deportivo Armenio | Ramón Roque Martín   | 16 de agosto | 15:00   |
| Libre: Deportivo Merlo |           |                   |                      |              |         |

| Fecha 6           | Fecha 6   | Fecha 6              | Fecha 6                   | Fecha 6      | Fecha 6 |
| Local             | Resultado | Visitante            | Estadio                   | Fecha        | Hora    |
| ----------------- | --------- | -------------------- | ------------------------- | ------------ | ------- |
| UAI Urquiza       | 2 - 2     | Sacachispas          | Monumental de Villa Lynch | 21 de agosto | 12:10   |
| Defensores Unidos | 0 - 4     | Colegiales           | Gigante de Villa Fox      | 21 de agosto | 15:00   |
| Deportivo Armenio | 1 - 1     | Argentino de Quilmes | Armenia                   | 21 de agosto | 15:00   |
| Talleres (RdE)    | 1 - 1     | Acassuso             | Talleres                  | 21 de agosto | 15:00   |
| San Miguel        | 0 - 2     | Cañuelas             | Malvinas Argentinas       | 21 de agosto | 15:00   |
| Deportivo Merlo   | 0 - 0     | Flandria             | José Manuel Moreno        | 21 de agosto | 15:00   |
| Comunicaciones    | 2 - 3     | J. J. de Urquiza     | Alfredo Ramos             | 22 de agosto | 15:00   |
| Villa San Carlos  | 1 - 1     | Los Andes            | Genacio Sálice            | 24 de agosto | 15:00   |
| Libre: Fénix      |           |                      |                           |              |         |

| Fecha 7              | Fecha 7   | Fecha 7           | Fecha 7              | Fecha 7      | Fecha 7 |
| Local                | Resultado | Visitante         | Estadio              | Fecha        | Hora    |
| -------------------- | --------- | ----------------- | -------------------- | ------------ | ------- |
| Cañuelas             | 1 - 1     | Deportivo Merlo   | Jorge Alfredo Arín   | 28 de agosto | 15:00   |
| Acassuso             | 4 - 1     | San Miguel        | Armenia              | 28 de agosto | 15:00   |
| Argentino de Quilmes | 2 - 1     | Comunicaciones    | Argentino de Quilmes | 28 de agosto | 15:00   |
| Colegiales           | 1 - 0     | Villa San Carlos  | Libertarios Unidos   | 28 de agosto | 15:00   |
| Fénix                | 1 - 2     | Defensores Unidos | José Manuel Moreno   | 28 de agosto | 15:00   |
| Sacachispas          | 0 - 0     | Talleres (RdE)    | Beto Larrosa         | 29 de agosto | 15:05   |
| Los Andes            | 2 - 0     | Deportivo Armenio | Eduardo Gallardón    | 29 de agosto | 16:00   |
| J. J. de Urquiza     | 2 - 1     | UAI Urquiza       | Ramón Roque Martín   | 30 de agosto | 15:00   |
| Libre: Flandria      |           |                   |                      |              |         |

| Fecha 8                  | Fecha 8   | Fecha 8              | Fecha 8                   | Fecha 8         | Fecha 8 |
| Local                    | Resultado | Visitante            | Estadio                   | Fecha           | Hora    |
| ------------------------ | --------- | -------------------- | ------------------------- | --------------- | ------- |
| Flandria                 | 4 - 2     | Cañuelas             | Carlos V                  | 4 de septiembre | 12:10   |
| San Miguel               | 3 - 1     | Sacachispas          | Malvinas Argentinas       | 4 de septiembre | 13:30   |
| Villa San Carlos         | 1 - 1     | Fénix                | Genacio Sálice            | 4 de septiembre | 15:00   |
| Deportivo Armenio        | 1 - 2     | Colegiales           | Armenia                   | 4 de septiembre | 15:00   |
| Comunicaciones           | 1 - 1     | Los Andes            | Alfredo Ramos             | 4 de septiembre | 15:00   |
| Deportivo Merlo          | 0 - 1     | Acassuso             | José Manuel Moreno        | 4 de septiembre | 15:00   |
| Talleres (RdE)           | 2 - 3     | J. J. de Urquiza     | Talleres                  | 4 de septiembre | 15:30   |
| UAI Urquiza              | 3 - 3     | Argentino de Quilmes | Monumental de Villa Lynch | 5 de septiembre | 11:00   |
| Libre: Defensores Unidos |           |                      |                           |                 |         |

| Fecha 9              | Fecha 9   | Fecha 9           | Fecha 9              | Fecha 9          | Fecha 9 |
| Local                | Resultado | Visitante         | Estadio              | Fecha            | Hora    |
| -------------------- | --------- | ----------------- | -------------------- | ---------------- | ------- |
| Acassuso             | 2 - 1     | Flandria          | Armenia              | 13 de septiembre | 15:00   |
| Sacachispas          | 0 - 0     | Deportivo Merlo   | Beto Larrosa         | 13 de septiembre | 15:00   |
| J. J. de Urquiza     | 1 - 2     | San Miguel        | Ramón Roque Martín   | 13 de septiembre | 15:00   |
| Argentino de Quilmes | 0 - 0     | Talleres (RdE)    | Argentino de Quilmes | 13 de septiembre | 15:00   |
| Los Andes            | 0 - 1     | UAI Urquiza       | Eduardo Gallardón    | 13 de septiembre | 15:00   |
| Colegiales           | 3 - 2     | Comunicaciones    | Libertarios Unidos   | 13 de septiembre | 15:00   |
| Fénix                | 0 - 1     | Deportivo Armenio | José Manuel Moreno   | 13 de septiembre | 15:00   |
| Defensores Unidos    | 1 - 2     | Villa San Carlos  | Gigante de Villa Fox | 13 de septiembre | 15:00   |
| Libre: Cañuelas      |           |                   |                      |                  |         |

| Fecha 10                | Fecha 10  | Fecha 10             | Fecha 10                  | Fecha 10         | Fecha 10 |
| Local                   | Resultado | Visitante            | Estadio                   | Fecha            | Hora     |
| ----------------------- | --------- | -------------------- | ------------------------- | ---------------- | -------- |
| Flandria                | 1 - 1     | Sacachispas          | Carlos V                  | 18 de septiembre | 13:00    |
| Deportivo Armenio       | 0 - 1     | Defensores Unidos    | Armenia                   | 18 de septiembre | 15:00    |
| Comunicaciones          | 1 - 0     | Fénix                | Alfredo Ramos             | 18 de septiembre | 15:00    |
| UAI Urquiza             | 0 - 3     | Colegiales           | Monumental de Villa Lynch | 18 de septiembre | 15:00    |
| San Miguel              | 1 - 1     | Argentino de Quilmes | Malvinas Argentinas       | 18 de septiembre | 15:00    |
| Deportivo Merlo         | 0 - 1     | J. J. de Urquiza     | José Manuel Moreno        | 18 de septiembre | 15:00    |
| Cañuelas                | 0 - 0     | Acassuso             | Jorge Alfredo Arín        | 18 de septiembre | 15:00    |
| Talleres (RdE)          | 1 - 1     | Los Andes            | Talleres                  | 21 de septiembre | 21:10    |
| Libre: Villa San Carlos |           |                      |                           |                  |          |

| Fecha 11             | Fecha 11  | Fecha 11          | Fecha 11             | Fecha 11         | Fecha 11 |
| Local                | Resultado | Visitante         | Estadio              | Fecha            | Hora     |
| -------------------- | --------- | ----------------- | -------------------- | ---------------- | -------- |
| J. J. de Urquiza     | 2 - 1     | Flandria          | Ramón Roque Martín   | 24 de septiembre | 15:00    |
| Colegiales           | 0 - 0     | Talleres (RdE)    | Libertarios Unidos   | 25 de septiembre | 11:35    |
| Sacachispas          | 1 - 0     | Cañuelas          | Beto Larrosa         | 25 de septiembre | 15:00    |
| Los Andes            | 0 - 0     | San Miguel        | Eduardo Gallardón    | 25 de septiembre | 15:00    |
| Fénix                | 1 - 1     | UAI Urquiza       | José Manuel Moreno   | 25 de septiembre | 15:00    |
| Defensores Unidos    | 0 - 0     | Comunicaciones    | Gigante de Villa Fox | 25 de septiembre | 15:00    |
| Villa San Carlos     | 0 - 0     | Deportivo Armenio | Genacio Sálice       | 25 de septiembre | 15:00    |
| Argentino de Quilmes | 0 - 2     | Deportivo Merlo   | Argentino de Quilmes | 26 de septiembre | 15:00    |
| Libre: Acassuso      |           |                   |                      |                  |          |

| Fecha 12                 | Fecha 12  | Fecha 12             | Fecha 12                  | Fecha 12     | Fecha 12 |
| Local                    | Resultado | Visitante            | Estadio                   | Fecha        | Hora     |
| ------------------------ | --------- | -------------------- | ------------------------- | ------------ | -------- |
| Flandria                 | 7 - 2     | Argentino de Quilmes | Carlos V                  | 1 de octubre | 15:00    |
| San Miguel               | 0 - 2     | Colegiales           | Malvinas Argentinas       | 2 de octubre | 12:10    |
| Comunicaciones           | 2 - 0     | Villa San Carlos     | Alfredo Ramos             | 2 de octubre | 15:00    |
| Talleres (RdE)           | 0 - 0     | Fénix                | Talleres                  | 2 de octubre | 15:00    |
| Cañuelas                 | 2 - 1     | J. J. de Urquiza     | Jorge Alfredo Arín        | 2 de octubre | 15:00    |
| Acassuso                 | 1 - 1     | Sacachispas          | Armenia                   | 2 de octubre | 15:00    |
| UAI Urquiza              | 2 - 2     | Defensores Unidos    | Monumental de Villa Lynch | 3 de octubre | 15:00    |
| Deportivo Merlo          | 2 - 5     | Los Andes            | José Manuel Moreno        | 5 de octubre | 15:00    |
| Libre: Deportivo Armenio |           |                      |                           |              |          |

| Fecha 13             | Fecha 13  | Fecha 13        | Fecha 13             | Fecha 13      | Fecha 13 |
| Local                | Resultado | Visitante       | Estadio              | Fecha         | Hora     |
| -------------------- | --------- | --------------- | -------------------- | ------------- | -------- |
| J. J. de Urquiza     | 1 - 1     | Acassuso        | Ramón Roque Martín   | 9 de octubre  | 13:05    |
| Fénix                | 1 - 2     | San Miguel      | José Manuel Moreno   | 9 de octubre  | 15:00    |
| Villa San Carlos     | 1 - 1     | UAI Urquiza     | Genacio Sálice       | 9 de octubre  | 15:00    |
| Deportivo Armenio    | 1 - 1     | Comunicaciones  | Armenia              | 9 de octubre  | 15:00    |
| Argentino de Quilmes | 1 - 1     | Cañuelas        | Argentino de Quilmes | 11 de octubre | 15:00    |
| Defensores Unidos    | 1 - 0     | Talleres (RdE)  | Gigante de Villa Fox | 11 de octubre | 15:00    |
| Colegiales           | 2 - 1     | Deportivo Merlo | Libertarios Unidos   | 11 de octubre | 15:10    |
| Los Andes            | 0 - 0     | Flandria        | Eduardo Gallardón    | 12 de octubre | 21:00    |
| Libre: Sacachispas   |           |                 |                      |               |          |

| Fecha 14              | Fecha 14  | Fecha 14             | Fecha 14                  | Fecha 14      | Fecha 14 |
| Local                 | Resultado | Visitante            | Estadio                   | Fecha         | Hora     |
| --------------------- | --------- | -------------------- | ------------------------- | ------------- | -------- |
| Sacachispas           | 1 - 0     | J. J. de Urquiza     | Beto Larrosa              | 16 de octubre | 13:05    |
| UAI Urquiza           | 1 - 2     | Deportivo Armenio    | Monumental de Villa Lynch | 16 de octubre | 15:00    |
| San Miguel            | 1 - 1     | Defensores Unidos    | Malvinas Argentinas       | 16 de octubre | 15:00    |
| Deportivo Merlo       | 3 - 1     | Fénix                | José Manuel Moreno        | 16 de octubre | 15:00    |
| Acassuso              | 1 - 0     | Argentino de Quilmes | Armenia                   | 16 de octubre | 15:00    |
| Flandria              | 2 - 0     | Colegiales           | Carlos V                  | 16 de octubre | 15:45    |
| Talleres (RdE)        | 2 - 2     | Villa San Carlos     | Talleres                  | 17 de octubre | 15:00    |
| Cañuelas              | 1 - 1     | Los Andes            | Jorge Alfredo Arín        | 17 de octubre | 15:00    |
| Libre: Comunicaciones |           |                      |                           |               |          |

| Fecha 15                | Fecha 15  | Fecha 15        | Fecha 15             | Fecha 15      | Fecha 15 |
| Local                   | Resultado | Visitante       | Estadio              | Fecha         | Hora     |
| ----------------------- | --------- | --------------- | -------------------- | ------------- | -------- |
| Argentino de Quilmes    | 0 - 0     | Sacachispas     | Argentino de Quilmes | 22 de octubre | 15:00    |
| Los Andes               | 0 - 1     | Acassuso        | Eduardo Gallardón    | 23 de octubre | 13:00    |
| Colegiales              | 2 - 0     | Cañuelas        | Libertarios Unidos   | 23 de octubre | 13:10    |
| Deportivo Armenio       | 1 - 3     | Talleres (RdE)  | Armenia              | 23 de octubre | 15:00    |
| Comunicaciones          | 2 - 0     | UAI Urquiza     | Alfredo Ramos        | 23 de octubre | 15:00    |
| Fénix                   | 0 - 4     | Flandria        | José Manuel Moreno   | 23 de octubre | 15:30    |
| Defensores Unidos       | 2 - 1     | Deportivo Merlo | Gigante de Villa Fox | 24 de octubre | 15:00    |
| Villa San Carlos        | 4 - 2     | San Miguel      | Genacio Sálice       | 24 de octubre | 15:00    |
| Libre: J. J. de Urquiza |           |                 |                      |               |          |

| Fecha 16           | Fecha 16  | Fecha 16             | Fecha 16            | Fecha 16      | Fecha 16 |
| Local              | Resultado | Visitante            | Estadio             | Fecha         | Hora     |
| ------------------ | --------- | -------------------- | ------------------- | ------------- | -------- |
| San Miguel         | 0 - 1     | Deportivo Armenio    | Malvinas Argentinas | 30 de octubre | 15:00    |
| Deportivo Merlo    | 3 - 1     | Villa San Carlos     | José Manuel Moreno  | 30 de octubre | 15:00    |
| Cañuelas           | 2 - 2     | Fénix                | Jorge Alfredo Arín  | 30 de octubre | 15:00    |
| Sacachispas        | 1 - 0     | Los Andes            | Beto Larrosa        | 30 de octubre | 15:05    |
| Flandria           | 1 - 0     | Defensores Unidos    | Carlos V            | 30 de octubre | 15:05    |
| Acassuso           | 1 - 1     | Colegiales           | Armenia             | 30 de octubre | 15:05    |
| Talleres (RdE)     | 1 - 0     | Comunicaciones       | Talleres            | 31 de octubre | 15:00    |
| J. J. de Urquiza   | 3 - 1     | Argentino de Quilmes | Ramón Roque Martín  | 31 de octubre | 15:00    |
| Libre: UAI Urquiza |           |                      |                     |               |          |

| Fecha 17                    | Fecha 17  | Fecha 17         | Fecha 17                  | Fecha 17       | Fecha 17 |
| Local                       | Resultado | Visitante        | Estadio                   | Fecha          | Hora     |
| --------------------------- | --------- | ---------------- | ------------------------- | -------------- | -------- |
| Los Andes                   | 1 - 2     | J. J. de Urquiza | Eduardo Gallardón         | 6 de noviembre | 15:35    |
| Colegiales                  | 0 - 1     | Sacachispas      | Libertarios Unidos        | 6 de noviembre | 15:35    |
| Fénix                       | 0 - 5     | Acassuso         | José Manuel Moreno        | 6 de noviembre | 15:35    |
| Defensores Unidos           | 1 - 4     | Cañuelas         | Gigante de Villa Fox      | 6 de noviembre | 15:35    |
| Villa San Carlos            | 0 - 1     | Flandria         | Genacio Sálice            | 6 de noviembre | 15:35    |
| Deportivo Armenio           | 1 - 2     | Deportivo Merlo  | Armenia                   | 6 de noviembre | 15:35    |
| Comunicaciones              | 2 - 2     | San Miguel       | Alfredo Ramos             | 6 de noviembre | 15:35    |
| UAI Urquiza                 | 2 - 0     | Talleres (RdE)   | Monumental de Villa Lynch | 6 de noviembre | 15:35    |
| Libre: Argentino de Quilmes |           |                  |                           |                |          |

|  |

## Final
Se disputó a doble partido entre Colegiales, ganador del Torneo Apertura, y Flandria, ganador del Clausura. Este último fue local en el segundo enfrentamiento por haber obtenido mejor ubicación en la tabla general. Al término de la serie, al encontrarse empatados en puntos y en goles, se definió mediante tiros desde el punto penal.
El vencedor se consagró campeón y logró el primer ascenso. El perdedor pasó a las Semifinales del Torneo reducido por el segundo ascenso.
| Partidos                                                       | Partidos      | Partidos   | Partidos           | Partidos        | Partidos |
| Local                                                          | Resultado     | Visitante  | Estadio            | Fecha           | Hora     |
| -------------------------------------------------------------- | ------------- | ---------- | ------------------ | --------------- | -------- |
| Colegiales                                                     | 1 - 0         | Flandria   | Libertarios Unidos | 11 de noviembre | 16:30    |
| Flandria                                                       | (6) 1 - 0 (5) | Colegiales | Carlos V           | 20 de noviembre | 17:00    |
| Flandria se consagró campeón y ascendió a la Primera Nacional. |               |            |                    |                 |          |

## Tabla general de posiciones
Fue la sumatoria de ambas fases, Apertura y Clausura. Se utilizó para establecer los clasificados al Torneo reducido por el segundo ascenso y a la Copa Argentina 2022.
| Pos. | Equipo               | Pts. | PJ | PG | PE | PP | GF | GC | Dif. |
| ---- | -------------------- | ---- | -- | -- | -- | -- | -- | -- | ---- |
| 1.º  | Flandria             | 61   | 32 | 18 | 7  | 7  | 55 | 27 | 28   |
| 2.º  | Colegiales           | 61   | 32 | 19 | 4  | 9  | 51 | 30 | 21   |
| 3.º  | Sacachispas          | 56   | 32 | 15 | 11 | 6  | 41 | 28 | 13   |
| 4.º  | J. J. de Urquiza     | 53   | 32 | 16 | 5  | 11 | 46 | 40 | 6    |
| 5.º  | Los Andes            | 49   | 32 | 12 | 13 | 7  | 35 | 20 | 15   |
| 6.º  | Acassuso             | 48   | 32 | 12 | 12 | 8  | 39 | 30 | 9    |
| 7.º  | Defensores Unidos    | 46   | 32 | 12 | 10 | 10 | 34 | 38 | −4   |
| 8.º  | Deportivo Merlo      | 45   | 32 | 12 | 9  | 11 | 41 | 37 | 4    |
| 9.º  | Talleres (RdE)       | 44   | 32 | 10 | 14 | 8  | 39 | 33 | 6    |
| 10.º | Comunicaciones       | 40   | 32 | 11 | 7  | 14 | 38 | 45 | −7   |
| 11.º | Cañuelas             | 38   | 32 | 10 | 8  | 14 | 38 | 40 | −2   |
| 12.º | Deportivo Armenio    | 38   | 32 | 10 | 8  | 14 | 25 | 35 | −10  |
| 13.º | San Miguel           | 38   | 32 | 10 | 8  | 14 | 30 | 41 | −11  |
| 14.º | UAI Urquiza          | 35   | 32 | 8  | 11 | 13 | 41 | 52 | −11  |
| 15.º | Villa San Carlos     | 32   | 32 | 7  | 11 | 14 | 34 | 45 | −11  |
| 16.º | Argentino de Quilmes | 29   | 32 | 5  | 14 | 13 | 31 | 48 | −17  |
| 17.º | Fénix                | 21   | 32 | 3  | 12 | 17 | 27 | 56 | −29  |

|  | Ganador del Torneo Clausura y clasificado a la Copa Argentina 2022.                 |
|  | Ganador del Torneo Apertura y clasificado a la Copa Argentina 2022.                 |
|  | Clasificados al torneo reducido por el segundo ascenso, y a la Copa Argentina 2022. |
|  | Clasificados al torneo reducido por el segundo ascenso.                             |
|  | Disputaron el Torneo Complemento para clasificar a la Copa Argentina 2023.          |

## Torneo reducido por el segundo ascenso
Se disputó por eliminación directa, en tres etapas (primera fase, semifinales y final). Tuvo siete participantes: los seis mejor ubicados en la tabla general, excluyendo a ambos finalistas del torneo, y el perdedor del partido final entre ellos.

### Cuadro de desarrollo
|  | Primera fase    | Primera fase      | Primera fase    |                  |   | Semifinales                       | Semifinales                       | Semifinales                       | Semifinales                       | Semifinales                       |  |   | Final                | Final                | Final                | Final                | Final                |  |
|  | 21 de noviembre | 21 de noviembre   | 21 de noviembre |                  |   | 27 de noviembre al 5 de diciembre | 27 de noviembre al 5 de diciembre | 27 de noviembre al 5 de diciembre | 27 de noviembre al 5 de diciembre | 27 de noviembre al 5 de diciembre |  |   | 12 y 18 de diciembre | 12 y 18 de diciembre | 12 y 18 de diciembre | 12 y 18 de diciembre | 12 y 18 de diciembre |  |
|  |                 |                   |                 |                  |   |                                   |                                   |                                   |                                   |                                   |  |   |                      |                      |                      |                      |                      |  |
|  |                 |                   |                 |                  |   |                                   |                                   |                                   |                                   |                                   |  |   |                      |                      |                      |                      |                      |  |
|  |                 |                   |                 |                  |   |                                   |                                   |                                   |                                   |                                   |  |   |                      |                      |                      |                      |                      |  |
|  |                 |                   |                 |                  |   |                                   |                                   |                                   |                                   |                                   |  |   |                      |                      |                      |                      |                      |  |
|  |                 |                   |                 |                  |   |                                   |                                   |                                   |                                   |                                   |  |   |                      |                      |                      |                      |                      |  |
|  |                 | 1                 | Colegiales      | 0                | 1 | 1 (3)                             |                                   |                                   |                                   |                                   |  |   |                      |                      |                      |                      |                      |  |
|  |                 |                   |                 | 0                | 1 | 1 (3)                             |                                   |                                   |                                   |                                   |  |   |                      |                      |                      |                      |                      |  |
|  |                 |                   | 4               | Los Andes        | 1 | 0                                 | 1 (1)                             |                                   |                                   |                                   |  |   |                      |                      |                      |                      |                      |  |
|  | 3               | Los Andes         | 4               | Los Andes        | 1 | 0                                 | 1 (1)                             | 0 (6)                             |                                   |                                   |  |   |                      |                      |                      |                      |                      |  |
|  | 3               | Los Andes         |                 |                  |   |                                   |                                   |                                   |                                   |                                   |  |   |                      |                      |                      |                      |                      |  |
|  | 4               | Acassuso          | 0 (5)           |                  |   |                                   |                                   |                                   |                                   |                                   |  |   |                      |                      |                      |                      |                      |  |
|  | 4               | Acassuso          | 0 (5)           |                  |   |                                   |                                   |                                   |                                   |                                   |  | 1 | Colegiales           | 0                    | 1                    | 1 (2)                |                      |  |
|  |                 |                   |                 |                  |   |                                   |                                   |                                   |                                   |                                   |  | 1 | Colegiales           | 0                    | 1                    | 1 (2)                |                      |  |
|  |                 |                   | 2               | Sacachispas      | 0 | 1                                 | 1 (4)                             |                                   |                                   |                                   |  |   |                      |                      |                      |                      |                      |  |
|  | 1               | Sacachispas       | 2               | Sacachispas      | 0 | 1                                 | 1 (4)                             | 2 (5)                             |                                   |                                   |  |   |                      |                      |                      |                      |                      |  |
|  | 1               | Sacachispas       |                 |                  |   |                                   |                                   |                                   |                                   |                                   |  |   |                      |                      |                      |                      |                      |  |
|  | 6               | Deportivo Merlo   | 2 (4)           |                  |   |                                   |                                   |                                   |                                   |                                   |  |   |                      |                      |                      |                      |                      |  |
|  | 6               | Deportivo Merlo   | 2 (4)           |                  | 2 | Sacachispas                       | 1                                 | 1                                 | 2                                 |                                   |  |   |                      |                      |                      |                      |                      |  |
|  |                 |                   |                 |                  | 2 | Sacachispas                       | 1                                 | 1                                 | 2                                 |                                   |  |   |                      |                      |                      |                      |                      |  |
|  |                 |                   | 3               | J. J. de Urquiza | 1 | 0                                 | 1                                 |                                   |                                   |                                   |  |   |                      |                      |                      |                      |                      |  |
|  | 2               | J. J. de Urquiza  | 3               | J. J. de Urquiza | 1 | 0                                 | 1                                 | 2                                 |                                   |                                   |  |   |                      |                      |                      |                      |                      |  |
|  | 2               | J. J. de Urquiza  |                 |                  |   |                                   |                                   |                                   |                                   |                                   |  |   |                      |                      |                      |                      |                      |  |
|  | 5               | Defensores Unidos | 0               |                  |   |                                   |                                   |                                   |                                   |                                   |  |   |                      |                      |                      |                      |                      |  |
|  | 5               | Defensores Unidos | 0               |                  |   |                                   |                                   |                                   |                                   |                                   |  |   |                      |                      |                      |                      |                      |  |
|  |                 |                   |                 |                  |   |                                   |                                   |                                   |                                   |                                   |  |   |                      |                      |                      |                      |                      |  |

### Primera fase
La jugaron los seis equipos mejor ubicados en la tabla general, excluyendo a ambos finalistas. Se enfrentaron los que ocuparon las tres primeras posiciones con los tres restantes (el 1.º con el 6.º, el 2.º con el 5.º y el 3.º con el 4.º), a un solo partido, en la cancha del mejor ubicado en la tabla general. En caso de empate se apeló a los tiros  desde  el  punto  penal. Los ganadores pasaron a las semifinales.

#### Partidos
| 21 de noviembre, 17:00 | Sacachispas | 2:2 (2:2) (5:4 p.) | Deportivo Merlo | Estadio Beto Larrosa, Buenos Aires |                          |
|                        |             | Reporte            |                 | Árbitro(s): Kevin Alegre           | Árbitro(s): Kevin Alegre |

| 21 de noviembre, 17:00 | J. J. de Urquiza | 2:0 (2:0) | Defensores Unidos | Estadio Ramón Roque Martín, El Libertador |                             |
|                        |                  | Reporte   |                   | Árbitro(s): Mariano Negrete               | Árbitro(s): Mariano Negrete |

| 21 de noviembre, 17:00 | Los Andes | 0:0 (6:5 p.) | Acassuso | Estadio Eduardo Gallardón, Lomas de Zamora |                            |
|                        |           | Reporte      |          | Árbitro(s): Ignacio Lupani                 | Árbitro(s): Ignacio Lupani |

### Semifinales
Las jugaron los ganadores de la Primera fase y el perdedor de la final por el título. Se enfrentaron a dos partidos los que ocuparon las primeras posiciones en la tabla general con los dos restantes (el 1.º con el 4.º y el 2.º con el 3.º), siendo locales en el segundo partido los mejor ubicados. En caso de empate en puntos y goles al término de la serie se apeló a los tiros  desde  el  punto  penal. Los ganadores pasaron a la final.
| 27 de noviembre, 17:00 | Los Andes | 1:0 (1:0) | Colegiales | Estadio Eduardo Gallardón, Lomas de Zamora |                              |
|                        |           | Reporte   |            | Árbitro(s): Sebastián Bresba               | Árbitro(s): Sebastián Bresba |

| 5 de diciembre, 17:00 | Colegiales | 1:0 (0:0) (3:1 p.) | Los Andes | Estadio Libertarios Unidos, Florida Oeste |                                |
|                       |            | Reporte            |           | Árbitro(s): Sebastián Martínez            | Árbitro(s): Sebastián Martínez |

| 27 de noviembre, 17:00 | J. J. de Urquiza | 1:1 (1:0) | Sacachispas | Estadio Ramón Roque Martín, El Libertador |                          |
|                        |                  | Reporte   |             | Árbitro(s): Franco Acita                  | Árbitro(s): Franco Acita |

| 5 de diciembre, 17:00 | Sacachispas | 1:0 (1:0) | J. J. de Urquiza | Estadio Beto Larrosa, Buenos Aires |                                |
|                       |             | Reporte   |                  | Árbitro(s): Juan Pablo Loustau     | Árbitro(s): Juan Pablo Loustau |

### Final
La jugaron los ganadores de las semifinales. Se enfrentaron a dos partidos, siendo local en el segundo el mejor ubicado en la tabla general. Al término de la serie se ejecutaron tiros  desde  el  punto  penal por haber terminado empatados en puntos y goles. El ganador obtuvo el segundo ascenso.
| 12 de diciembre, 17:00 | Sacachispas | 0:0     | Colegiales | Estadio Beto Larrosa, Buenos Aires |                            |
|                        |             | Reporte |            | Árbitro(s): Mauro Biasutto         | Árbitro(s): Mauro Biasutto |

| 18 de diciembre, 17:00                      | Colegiales                         | 1:1 (1:1) (2:4 p.)         | Sacachispas                             | Estadio Libertarios Unidos, Florida Oeste |                          |
|                                             | F. Martínez 43'                    | Reporte                    | Fariña 2'                               | Árbitro(s): Franco Acita                  | Árbitro(s): Franco Acita |
|                                             |                                    | Tiros desde el punto penal |                                         |                                           |                          |
|                                             | Faggioli · Landriel · Monín · Báez |                            | De Tomasso · Igartúa · Sombra · Monllor |                                           |                          |
| Sacachispas ascendió a la Primera Nacional. |                                    |                            |                                         |                                           |                          |

## Torneo Complemento
Participaron los nueve equipos que no disputaron los ascensos. Se dividieron en tres grupos, que jugaron todos contra todos, en una sola ronda. Los tres primeros y el mejor segundo pasaron a las semifinales, cuyos vencedores disputaron la final. El ganador clasificó a la Copa Argentina 2023.

### Fase de grupos

#### Grupo A

##### Tabla de posiciones
| Pos. | Equipo            | Pts. | PJ | PG | PE | PP | GF | GC | Dif. |
| ---- | ----------------- | ---- | -- | -- | -- | -- | -- | -- | ---- |
| 1.º  | Talleres (RdE)    | 4    | 2  | 1  | 1  | 0  | 1  | 0  | 1    |
| 2.º  | Deportivo Armenio | 2    | 2  | 0  | 2  | 0  | 0  | 0  | 0    |
| 3.º  | Villa San Carlos  | 1    | 2  | 0  | 1  | 1  | 0  | 1  | −1   |

|  | Clasificado a las semifinales. |

###### Evolución de las posiciones
| Equipo / Fecha    | 1   | 2   | 3   |
| ----------------- | --- | --- | --- |
| Deportivo Armenio | 1.º | 1.º | 2.º |
| Talleres (RdE)    | -   | 2.º | 1.º |
| Villa San Carlos  | 1.º | 2.º | 3.º |

|  |

###### Resultados
| Fecha 1               | Fecha 1   | Fecha 1           | Fecha 1        | Fecha 1         | Fecha 1 |
| Local                 | Resultado | Visitante         | Estadio        | Fecha           | Hora    |
| --------------------- | --------- | ----------------- | -------------- | --------------- | ------- |
| Villa San Carlos      | 0 - 0     | Deportivo Armenio | Genacio Sálice | 21 de noviembre | 17:00   |
| Libre: Talleres (RdE) |           |                   |                |                 |         |

| Fecha 2                 | Fecha 2   | Fecha 2        | Fecha 2 | Fecha 2         | Fecha 2 |
| Local                   | Resultado | Visitante      | Estadio | Fecha           | Hora    |
| ----------------------- | --------- | -------------- | ------- | --------------- | ------- |
| Deportivo Armenio       | 0 - 0     | Talleres (RdE) | Armenia | 27 de noviembre | 17:00   |
| Libre: Villa San Carlos |           |                |         |                 |         |

| Fecha 3                  | Fecha 3   | Fecha 3          | Fecha 3  | Fecha 3        | Fecha 3 |
| Local                    | Resultado | Visitante        | Estadio  | Fecha          | Hora    |
| ------------------------ | --------- | ---------------- | -------- | -------------- | ------- |
| Talleres (RdE)           | 1 - 0     | Villa San Carlos | Talleres | 4 de diciembre | 21:10   |
| Libre: Deportivo Armenio |           |                  |          |                |         |

#### Grupo B

##### Tabla de posiciones
| Pos. | Equipo      | Pts. | PJ | PG | PE | PP | GF | GC | Dif. |
| ---- | ----------- | ---- | -- | -- | -- | -- | -- | -- | ---- |
| 1.º  | Cañuelas    | 4    | 2  | 1  | 1  | 0  | 3  | 2  | 1    |
| 2.º  | UAI Urquiza | 3    | 2  | 1  | 0  | 1  | 3  | 3  | 0    |
| 3.º  | Fénix       | 1    | 2  | 0  | 1  | 1  | 2  | 3  | −1   |

|  | Clasificado a las semifinales. |

###### Evolución de las posiciones
| Equipo / Fecha | 1   | 2   | 3   |
| -------------- | --- | --- | --- |
| Cañuelas       | -   | 1.° | 1.° |
| Fénix          | 3.º | 3.° | 3.° |
| UAI Urquiza    | 1.º | 2.° | 2.° |

###### Resultados
| Fecha 1         | Fecha 1   | Fecha 1     | Fecha 1            | Fecha 1         | Fecha 1 |
| Local           | Resultado | Visitante   | Estadio            | Fecha           | Hora    |
| --------------- | --------- | ----------- | ------------------ | --------------- | ------- |
| Fénix           | 1 - 2     | UAI Urquiza | José Manuel Moreno | 21 de noviembre | 17:00   |
| Libre: Cañuelas |           |             |                    |                 |         |

| Fecha 2      | Fecha 2   | Fecha 2   | Fecha 2                   | Fecha 2         | Fecha 2 |
| Local        | Resultado | Visitante | Estadio                   | Fecha           | Hora    |
| ------------ | --------- | --------- | ------------------------- | --------------- | ------- |
| UAI Urquiza  | 1 - 2     | Cañuelas  | Monumental de Villa Lynch | 27 de noviembre | 17:00   |
| Libre: Fénix |           |           |                           |                 |         |

| Fecha 3            | Fecha 3   | Fecha 3   | Fecha 3            | Fecha 3        | Fecha 3 |
| Local              | Resultado | Visitante | Estadio            | Fecha          | Hora    |
| ------------------ | --------- | --------- | ------------------ | -------------- | ------- |
| Cañuelas           | 1 - 1     | Fénix     | Jorge Alfredo Arín | 4 de diciembre | 17:00   |
| Libre: UAI Urquiza |           |           |                    |                |         |

#### Grupo C

##### Tabla de posiciones
| Pos. | Equipo               | Pts. | PJ | PG | PE | PP | GF | GC | Dif. |
| ---- | -------------------- | ---- | -- | -- | -- | -- | -- | -- | ---- |
| 1.º  | Comunicaciones       | 6    | 2  | 2  | 0  | 0  | 7  | 1  | 6    |
| 2.º  | San Miguel           | 3    | 2  | 1  | 0  | 1  | 1  | 3  | −2   |
| 3.º  | Argentino de Quilmes | 0    | 2  | 0  | 0  | 2  | 1  | 5  | −4   |

|  | Clasificado a las semifinales. |

###### Evolución de las posiciones
| Equipo / Fecha       | 1   | 2   | 3   |
| -------------------- | --- | --- | --- |
| Argentino de Quilmes | 3.º | 3.º | 3.º |
| Comunicaciones       | -   | 1.º | 1.º |
| San Miguel           | 1.º | 2.º | 2.º |

###### Resultados
| Fecha 1               | Fecha 1   | Fecha 1    | Fecha 1              | Fecha 1         | Fecha 1 |
| Local                 | Resultado | Visitante  | Estadio              | Fecha           | Hora    |
| --------------------- | --------- | ---------- | -------------------- | --------------- | ------- |
| Argentino de Quilmes  | 0 - 1     | San Miguel | Argentino de Quilmes | 21 de noviembre | 17:00   |
| Libre: Comunicaciones |           |            |                      |                 |         |

| Fecha 2                     | Fecha 2   | Fecha 2        | Fecha 2             | Fecha 2         | Fecha 2 |
| Local                       | Resultado | Visitante      | Estadio             | Fecha           | Hora    |
| --------------------------- | --------- | -------------- | ------------------- | --------------- | ------- |
| San Miguel                  | 0 - 3     | Comunicaciones | Malvinas Argentinas | 27 de noviembre | 17:00   |
| Libre: Argentino de Quilmes |           |                |                     |                 |         |

| Fecha 3           | Fecha 3   | Fecha 3              | Fecha 3       | Fecha 3        | Fecha 3 |
| Local             | Resultado | Visitante            | Estadio       | Fecha          | Hora    |
| ----------------- | --------- | -------------------- | ------------- | -------------- | ------- |
| Comunicaciones    | 4 - 1     | Argentino de Quilmes | Alfredo Ramos | 4 de diciembre | 17:00   |
| Libre: San Miguel |           |                      |               |                |         |

#### Tabla de segundos
| Pos. | Equipo            | Pts. | PJ | PG | PE | PP | GF | GC | Dif. |
| ---- | ----------------- | ---- | -- | -- | -- | -- | -- | -- | ---- |
| 1.º  | UAI Urquiza       | 3    | 2  | 1  | 0  | 1  | 3  | 3  | 0    |
| 2.º  | San Miguel        | 3    | 2  | 1  | 0  | 1  | 1  | 3  | −2   |
| 3.º  | Deportivo Armenio | 2    | 2  | 0  | 2  | 0  | 0  | 0  | 0    |

|  | Clasificado a las semifinales. |

### Fase eliminatoria

#### Cuadro de desarrollo
|  | Semifinales     | Semifinales     | Semifinales     |                |   | Final           | Final           | Final           |  |
|  | 12 de diciembre | 12 de diciembre | 12 de diciembre |                |   | 19 de diciembre | 19 de diciembre | 19 de diciembre |  |
|  |                 |                 |                 |                |   |                 |                 |                 |  |
|  |                 |                 |                 |                |   |                 |                 |                 |  |
|  | 1               | Talleres (RdE)  | 2               |                |   |                 |                 |                 |  |
|  | 1               | Talleres (RdE)  | 2               |                |   |                 |                 |                 |  |
|  | 4               | UAI Urquiza     | 0               |                |   |                 |                 |                 |  |
|  | 4               | UAI Urquiza     | 0               |                | 1 | Talleres (RdE)  | 2               |                 |  |
|  |                 |                 |                 |                | 1 | Talleres (RdE)  | 2               |                 |  |
|  |                 |                 | 2               | Comunicaciones | 4 |                 |                 |                 |  |
|  | 2               | Comunicaciones  | 2               | Comunicaciones | 4 | 1 (4)           |                 |                 |  |
|  | 2               | Comunicaciones  |                 |                |   | 1 (4)           |                 |                 |  |
|  | 3               | Cañuelas        | 1 (2)           |                |   |                 |                 |                 |  |
|  | 3               | Cañuelas        | 1 (2)           |                |   |                 |                 |                 |  |
|  |                 |                 |                 |                |   |                 |                 |                 |  |

#### Semifinales
Los equipos se ordenaron según su ubicación en la Tabla general de posiciones y se enfrentaron el 1 con el 4 y el 2 con el 3. Cada partido único se disputó en el estadio del mejor ubicado. En caso de empate se apeló a los tiros desde el punto penal.
| 12 de diciembre, 17:00 | Comunicaciones | 1:1 (0:0) (4:2 p.) | Cañuelas | Estadio Alfredo Ramos, Buenos Aires |                              |
|                        |                | Reporte            |          | Árbitro(s): Américo Monsalvo        | Árbitro(s): Américo Monsalvo |

| 12 de diciembre, 19:10 | Talleres (RdE) | 2:0 (2:0) | UAI Urquiza | Estadio de Talleres, Remedios de Escalada |                            |
|                        |                | Reporte   |             | Árbitro(s): Martín Gonaldi                | Árbitro(s): Martín Gonaldi |

#### Final
La jugaron los dos ganadores de las semifinales, en el estadio del mejor ubicado en la Tabla general. 
| 19 de diciembre, 18:10                            | Talleres (RdE) | 2:4 (2:1) | Comunicaciones | Estadio de Talleres, Remedios de Escalada |                             |
|                                                   |                | Reporte   |                | Árbitro(s): Mariano Negrete               | Árbitro(s): Mariano Negrete |
| Comunicaciones clasificó a la Copa Argentina 2023 |                |           |                |                                           |                             |

## Goleadores
| Jugador                 | Equipo            | Goles |
| ----------------------- | ----------------- | ----- |
| Diego Aguirre           | Cañuelas          | 14    |
| Rodrigo Acosta          | Comunicaciones    | 13    |
| Santiago Camacho        | Colegiales        | 12    |
| Lautaro Gordillo        | Flandria          | 12    |
| Sebastián Montero       | J. J. de Urquiza  | 10    |
| Nicolás Toloza          | Defensores Unidos | 10    |
| Matías Nouet            | Flandria          | 10    |
| Juan Bautista Miritello | Talleres (RdE)    | 10    |